# Rildo
Rildo da Costa Menezes (Recife, 23 gennaio 1942 – Los Angeles, 16 maggio 2021) è stato un calciatore brasiliano, terzino sinistro attivo a cavallo tra gli anni '60 e '70.

## Carriera

### Club
Rildo entrò a far parte delle giovanili dell'Íbis nel 1959 e l'anno seguente passò a quelle dello Sport, entrambe formazioni della città di Recife di cui è originario. Fu notato dall'allenatore del Botafogo João Saldanha, ricevendo così un invito ad un provino col club carioca. Dopo aver superato il test ed essere stato aggregato per un anno alla primavera, Rildo venne inserito nella rosa della prima squadra, con la quale giocò da titolare per cinque anni vincendo due campionati statali. Successivamente fu acquistato dal Santos, con cui rimase fino al 1971 e vinse tre campionati paulisti e una Recopa. Giocò poi con club secondari come ABC e CEUB e nel 1977 decise di accettare l'invito dell'ex compagno di squadra Pelé e di trasferirsi negli Stati Uniti d'America, dove inizialmente vestì la maglia dei New York Cosmos. Qui vinse il campionato assieme ad altri grandi campioni come il connazionale Carlos Alberto e il tedesco Franz Beckenbauer. In seguito ebbe esperienze con Cleveland Force e California Sunshine, per poi chiudere la carriera con i Los Angeles Aztecs a fianco ad un altro grande giocatore, l'ex ala del Manchester United George Best.

### Nazionale
Partecipò alla spedizione della Nazionale brasiliana al Campionato mondiale di calcio 1966, competizione durante la quale giocò solamente un match che la squadra perse per 1-3 contro il Portogallo, venendo eliminata. In tale occasione subentrò a partita in corso e riuscì a mettere a segno l'unico gol realizzato con la Seleção. Nel 1969 fu titolare della formazione guidata da João Saldanha durante le eliminatorie per il Campionato mondiale di calcio 1970, ma dopo l'esonero del tecnico avvenuto pochi mesi prima dell'inizio della manifestazione non venne più convocato.

## Dopo il ritiro
Visse negli Stati Uniti, paese dove nacque una delle sue due figlie e le nipoti. Insegnó calcio presso i college della California ed ebbe come allievi alcuni giocatori giunti alla convocazione per la Nazionale di calcio degli Stati Uniti, come Joe Max Moore e Jeff Agoos.

## Palmarès

### Club

#### Competizioni nazionali
- Campionato Carioca: 2

Botafogo: 1961, 1962
- Torneo Rio-San Paolo: 3

Botafogo: 1962, 1964, 1966
- Campionato paulista: 3

Santos: 1967, 1968, 1969
- Campionato NASL: 1

New York Cosmos: 1977

#### Competizioni internazionali
- Supercoppa dei Campioni Intercontinentali: 1

Santos: 1968